# 내셔널 풋볼 리그
내셔널 풋볼 리그(영어: National Football League, NFL)는 미국의 프로 미식축구 협회이다. 미국 최상위 프로축구 리그를 운영한다. NFL은 MLB, NBA, NHL와 더불어 미국의 4대 스포츠 리그 중 하나로 널리 알려져 있다. 1920년 오하이오주 캔턴에서 아메리칸 프로페셔널 풋볼 어소시에이션(American Professional Football Association)이라는 이름으로 결성되었고, 1922년 현재의 이름으로 바뀌었다. 한편, 1959년, 새로운 상위 프로 미식축구 리그로 아메리칸 풋볼 리그(American Football League)가 결성되어 큰 인기를 모았으나, 1970년 아메리칸 풋볼 리그와 내셔널 풋볼 리그가 내셔널 풋볼 리그로 통합하여 현재에 이르고 있으며, 미국 최고의 인기 스포츠로 명성이 높다. 1970년 통합 당시 26개 팀이 있었고, 현재는 32개 팀으로 구성되어 있으며, 매년 9월 초에 개막해서 팀당 정규시즌 17경기를 하고, 이듬해 1월부터는 플레이오프에 돌입하여 2월의 첫번째 일요일에 열리는 슈퍼볼에서 우승팀을 가린다.

## 대진 방식

### 정규시즌
- 같은 컨퍼런스 내 같은 디비전 소속 3팀과 홈 앤드 어웨이 (6경기)
- 같은 컨퍼런스 내 나머지 세 디비전 중 특정 디비전 소속 4팀과 한 경기씩 (4경기)
- 같은 컨퍼런스에서 위 두 번째 항목에 해당되지 않는 나머지 두 디비전에서 같은 순위의(직전 시즌 기준) 2팀과 한 경기씩 (2경기)
- 다른 컨퍼런스의 특정 디비전 소속 4팀과 한 경기씩 (4경기)
- 다른 컨퍼런스에서 위 항목에 해당되지 않는 나머지 세 디비전 중 특정 디비전에서 같은 순위의(직전 시즌 기준) 팀과 한 경기(1경기)

### 포스트시즌
- 각 컨퍼런스별 디비전 우승팀 4팀 + 성적이 좋은 와일드카드 2팀씩, 총 12팀이 플레이오프에 진출한다. 시드는 승률 순으로 결정된다.
- 컨퍼런스별 승률 1위, 2위는 1라운드를 면제받고 디비저널 라운드에 직행하며, 홈 필드 어드밴티지는 상위 시드팀이 갖는다.
- 와일드카드 라운드에서 승리한 팀 중 성적이 낮은 팀이 컨퍼런스 1위팀, 높은 팀은 컨퍼런스 2위팀과 상대한다.
- 슈퍼볼까지 모두 단판 경기이다.

## NFL 팀
| 지구                   | 구단명                    | 연고지                    | 경기장                      | 수용인원               | 창설                   | 가맹                   |
| 아메리칸 풋볼 콘퍼런스 | 아메리칸 풋볼 콘퍼런스    | 아메리칸 풋볼 콘퍼런스    | 아메리칸 풋볼 콘퍼런스      | 아메리칸 풋볼 콘퍼런스 | 아메리칸 풋볼 콘퍼런스 | 아메리칸 풋볼 콘퍼런스 |
| ---------------------- | ------------------------- | ------------------------- | --------------------------- | ---------------------- | ---------------------- | ---------------------- |
| 동부                   | 버펄로 빌스               | 뉴욕주 버펄로             | 하이마크 스타디움           | 71,857명               | 1959년                 | 1970년                 |
| 동부                   | 마이애미 돌핀스           | 플로리다주 마이애미가든스 | 하드록 스타디움             | 75,540명               | 1965년                 | 1970년                 |
| 동부                   | 뉴잉글랜드 패트리어츠     | 매사추세츠주 폭스버러     | 질레트 스타디움             | 68,756명               | 1959년                 | 1970년                 |
| 동부                   | 뉴욕 제츠                 | 뉴저지주 이스트러더퍼드   | 메트라이프 스타디움         | 82,566명               | 1959년                 | 1970년                 |
| 북부                   | 볼티모어 레이븐스         | 메릴랜드주 볼티모어       | M&T 뱅크 스타디움           | 71,008명               | 1996년                 | 1996년                 |
| 북부                   | 신시내티 벵골스           | 오하이오주 신시내티       | 페이코 스타디움             | 65,535명               | 1967년                 | 1970년                 |
| 북부                   | 클리블랜드 브라운스       | 오하이오주 클리블랜드     | 퍼스트에너지 스타디움       | 67,407명               | 1944년                 | 1950년                 |
| 북부                   | 피츠버그 스틸러스         | 펜실베이니아주 피츠버그   | 아크리슈어 스타디움         | 65,500명               | 1933년                 | 1933년                 |
| 남부                   | 휴스턴 텍선스             | 텍사스주 휴스턴           | NRG 스타디움                | 71,500명               | 1999년                 | 2002년                 |
| 남부                   | 인디애나폴리스 콜츠       | 인디애나주 인디애나폴리스 | 루커스 오일 스타디움        | 63,000명               | 1953년                 | 1953년                 |
| 남부                   | 잭슨빌 재규어스           | 플로리다주 잭슨빌         | TIAA 뱅크 필드              | 67,246명               | 1993년                 | 1995년                 |
| 남부                   | 테네시 타이탄스           | 테네시주 내슈빌           | 닛산 스타디움               | 69,143명               | 1959년                 | 1970년                 |
| 서부                   | 덴버 브롱코스             | 콜로라도주 덴버           | 임파워 필드 앳 마일하이     | 76,125명               | 1959년                 | 1970년                 |
| 서부                   | 캔자스시티 치프스         | 미주리주 캔자스시티       | 애로헤드 스타디움           | 76,416명               | 1959년                 | 1970년                 |
| 서부                   | 라스베이거스 레이더스     | 네바다주 라스베이거스     | 얼리전트 스타디움           | 65,000명               | 1960년                 | 1970년                 |
| 서부                   | 로스앤젤레스 차저스       | 캘리포니아주 잉글우드     | 소파이 스타디움             | 70,000명               | 1959년                 | 1970년                 |
| 내셔널 풋볼 콘퍼런스   |                           |                           |                             |                        |                        |                        |
| 동부                   | 댈러스 카우보이스         | 텍사스주 알링턴           | AT&T 스타디움               | 80,000명               | 1960년                 | 1960년                 |
| 동부                   | 뉴욕 자이언츠             | 뉴저지주 이스트러더퍼드   | 메트라이프 스타디움         | 82,566명               | 1925년                 | 1925년                 |
| 동부                   | 필라델피아 이글스         | 펜실베이니아주 필라델피아 | 링컨 파이낸셜 필드          | 69,144명               | 1933년                 | 1933년                 |
| 동부                   | 워싱턴 커맨더스           | 메릴랜드주 랜도버         | 페덱스필드                  | 82,000명               | 1932년                 | 1932년                 |
| 북부                   | 시카고 베어스             | 일리노이주 시카고         | 솔저 필드                   | 61,500명               | 1920년                 | 1920년                 |
| 북부                   | 디트로이트 라이언스       | 미시간주 디트로이트       | 포드 필드                   | 65,000명               | 1929년                 | 1930년                 |
| 북부                   | 그린베이 패커스           | 위스콘신주 그린베이       | 램보 필드                   | 80,735명               | 1919년                 | 1921년                 |
| 북부                   | 미네소타 바이킹스         | 미네소타주 미니애폴리스   | U.S. 뱅크 스타디움          | 65,000명               | 1960년                 | 1961년                 |
| 남부                   | 애틀랜타 팰컨스           | 조지아주 애틀랜타         | 메르세데스-벤츠 스타디움    | 71,000명               | 1965년                 | 1966년                 |
| 남부                   | 캐롤라이나 팬서스         | 노스캐롤라이나주 샬럿     | 뱅크 오브 아메리카 스타디움 | 74,455명               | 1993년                 | 1995년                 |
| 남부                   | 뉴올리언스 세인츠         | 루이지애나주 뉴올리언스   | 시저스 슈퍼돔               | 73,208명               | 1966년                 | 1967년                 |
| 남부                   | 탬파베이 버커니어스       | 플로리다주 탬파           | 레이먼드 제임스 스타디움    | 65,857명               | 1974년                 | 1976년                 |
| 서부                   | 애리조나 카디널스         | 애리조나주 글렌데일       | 스테이트팜 스타디움         | 63,400명               | 1898년                 | 1920년                 |
| 서부                   | 로스앤젤레스 램스         | 캘리포니아주 잉글우드     | 소파이 스타디움             | 70,000명               | 1936년                 | 1937년                 |
| 서부                   | 샌프란시스코 포티나이너스 | 캘리포니아주 샌타클래라   | 리바이스 스타디움           | 68,500명               | 1944년                 | 1950년                 |
| 서부                   | 시애틀 시호크스           | 워싱턴주 시애틀           | 루멘 필드                   | 67,000명               | 1974년                 | 1976년                 |